# Idea Nova
Idea Nova — российское креативное агентство. Занимается креативными коммуникациями, продвижением брендов в цифровой среде и социальных сетях.
Несколько раз входило в топ-20 лучших агентств России про версии Tagline.

## История
Агентство было основано в 2012 году Артёмом Чучакиным и Олегом Мельниковым, которые ранее занимались проектами в сфере шоу-продакшна и event-менеджмента в Сибирском федеральном округе, занимались организацией фестиваля SunVibes в Республике Алтай, pre-party Kazantip’a, фестивалем Aerodrom. Первыми клиентами нового агентства стали центры «Мега» в Новосибирске и Омске. В дальнейшем это привело к началу сотрудничества с международными компаниями: Jones Lang LaSalle, SRV360, IMMOFINANZ Group, а также с российскими компаниями: Optima Development, «Галс-Девелопмент», Malltech и Mall Management Group, что определило нишевую специализацию агентства в области маркетингового обслуживания торговых центров. В 2014 году Idea Nova попадает в первый российский рейтинг SMM-агентств.
В 2015 году Idea Nova вела проекты в сфере FMCG для «Моё Солнышко» и «Белоручка», занималась продвижением детской косметики. В 2017 году агентство создавало креативы и рекламные кампании для «Сибирского Молла» и проекта «Зарплата.ру».
В 2022 году Олег Мельников покинул компанию, и единоличное управление перешло к Артему Чучакину.
В 2023 году агентство вместе с партнёрами выступило соучредителем маркетинговой конференции «На уровне концепции». С 2024 года Idea Nova входит в состав синдиката рекламных агентств Conspiracy.Works вместе с «Два Слова», «Мелехов и Филюрин» и Wow.

## Награды и конкурсы
В 2016 году агентство в лице Артёма Чучакина стало победителями PR-премии «Серебряный Лучник» в номинации «Новые медиа и социальные сети» за проект продвижения Новосибирского зоопарка.
В 2017 году получены несколько премий Tagline Awards: «серебро» за лучшую страницу или группу для Новосибирского зоопарка и «бронзу» в той же категории для санатория «Родник Алтая». Также выиграна «бронза» в номинации «Лучший Social media» по проекту Новосибирского зоопарка. В 2018 году премия Tagline Awards была взята за SMM-проекты для бренда детской косметики «Моё Солнышко» («серебро») и ТРЦ OZ МОЛЛ («бронза»). В 2019 году Tagline Awards агентству вручили за проект для «Леруа Мерлен» в номинации «Видеопроект» («серебро»).
В 2024 году агентство взяло «бронзу» в премии Workspace Awards в категории «Дизайн и брендинг» за проект Wow Park. Также в шорт-лист в категории «Видео» попал проект «Клипы VK Капсулы c Марусей».